# Ana Maria Rey
Ana María Rey est une physicienne théoricienne colombienne, professeur de l'Université du Colorado à Boulder et membre de JILA. Reconnue par sa recherche sur les atomes ultrafroids, elle se voit attribuer le prix « Genius » en 2013 de la part de la Fondation MacArthur et le prix Maria Goeppert-Mayer de la Société américaine de physique,.